# Carlyss
Carlyss är en ort (CDP) i Calcasieu Parish i Louisiana. Vid 2010 års folkräkning hade Carlyss 4 670 invånare.